# Virgilio Talli
Virgilio Talli, né le 25 septembre 1858 à Florence, et mort le 13 août 1928 à Milan, est un acteur italien de théâtre.